# 赵露思
赵露思（1998年11月9日—），四川成都人，中国大陆女演员、歌手。

## 演藝經歷
2017年，初次参演电视剧《凤囚凰》，飾演“马雪云”一角，播出后，赵露思开始受到观众关注。2018年，出演《哦！我的皇帝陛下》中“洛菲菲”一角。
2019年，以《天雷一部之春花秋月》的春花一角，加深觀眾印象。
2020年，憑藉主演《傳聞中的陳芊芊》走紅，以陳芊芊一角為人熟知，同年播出的主演作品《我，喜歡你》亦有不錯的討論度。
2021年，《长歌行》飾演公主李樂嫣，顛覆以往的角色形象。
2022年，《且試天下》主演江湖女高手白風夕，於《星漢燦爛·月升滄海》主演程少商一角，兩部劇播出後均有高熱度，特別是後者單日流量達2至3億，進入騰訊視頻該年爆款劇行列。小說原著作家关心则乱表示看《天雷一部之春花秋月》时，讚賞赵露思演得很好。
2023年，电视剧《後浪》主演中医继承人孙头头，于东方卫视及优酷同步播出。同年，《偷偷藏不住》中主演元气少女桑稚，於优酷及Netflix播出。《神隱》主演水凝獸阿音與火鳳凰鳳隱雙角，於騰訊視頻及芒果TV雙平台同步播出。
2024年，电视剧《珠帘玉幕》主演採珠少女端午與珠寶女商蘇幕遮雙角，于优酷、东方卫视、北京卫视及江蘇卫视播出。
12月27日，赵露思工作室发文，赵露思突发身体不适，將暂停后续所有工作。其微博亦因此事件暂时关闭。
2025年1月1日下午，赵露思於事发后发文称其已罹患抑郁症。同月25日，赵露思轉回家乡成都出席品牌公益活动，此为其病后首次复工。8月2日，赵露思批評經紀公司银河酷娱，指自己之前由於健康問題無法履行部分代言合約，公司原承諾代為賠償，結果非但沒幫自己賠償，還從其工作室帳戶劃走205萬元人民幣，而且經紀公司也不歸還工作室的運營權給她。趙露思還公開診斷報告，再度表明自己患有重度抑鬱與焦慮。随后赵露思连开多日直播與粉絲聊天，推薦帶火了多種助農產品。不過其助农推薦的苹果乾引发争议，有媒体报道称其销售的苹果乾所属品牌所获得的“助农大使”证书涉嫌造假，延安市志丹县市场监督管理局对此展开调查，後經核實，品牌所獲得的“助農大使”證書為真，此前媒體以誤導性問法編造假新聞，使趙露思遭受大規模網暴。8月13日深夜，赵露思发微博称真的助農也要注销微博账号。截至8月14日，赵露思在各大社交平台的总粉丝量已超9999万，其中小红书粉丝超过2000万，是该平台首位达到2000万粉丝量的创作者。8月19日，趙露思注銷其擁有超3122萬粉絲的微博帳號。

## 特殊經歷
2024年，成為第三十三屆夏季奧林匹克運動會（2024年巴黎奧運）火炬手的一員，於5月18日在第10站法國熱爾省傳遞奧運聖火。她成為该站全部的火炬手當中，唯一的中國演藝人員。

## 影视作品

### 电视剧／网络剧
| 首播年份 | 剧名               | 角色           | 備註               |
| 2018年   | 凤囚凰             | 马雪云         |                    |
| 2018年   | 萌妻食神           | 柳依依         | 網絡劇             |
| 2018年   | 哦！我的皇帝陛下   | 洛菲菲         | 網絡劇             |
| 2019年   | 最动听的事         | 贝耳朵         | 網絡劇             |
| 2019年   | 青囊传             | 叶云裳         | 網絡劇             |
| 2019年   | 天雷一部之春花秋月 | 春花           | 網絡劇             |
| 2020年   | 三千鴉殺           | 阿滿／覃川     | 網絡劇             |
| 2020年   | 传闻中的陈芊芊     | 陈小千／陈芊芊 | 網絡劇             |
| 2020年   | 我，喜欢你         | 顾胜男         | 網絡劇             |
| 2021年   | 长歌行             | 李樂嫣         |                    |
| 2021年   | 一不小心捡到爱     | 顾安心         | 網絡劇             |
| 2021年   | 国子监来了个女弟子 | 桑祈           | 網絡劇             |
| 2022年   | 且试天下           | 白风夕／風惜雲 | 網絡劇             |
| 2022年   | 星漢燦爛·月升滄海  | 程少商         | 網絡劇             |
| 2022年   | 胡同               | 田棗           | 出演第一篇章共14集 |
| 2023年   | 後浪               | 孫頭頭         |                    |
| 2023年   | 偷偷藏不住         | 桑稚           | 網絡劇             |
| 2023年   | 神隱               | 阿音／鳳隱     | 網絡劇             |
| 2024年   | 珠帘玉幕           | 端午／蘇幕遮   |                    |
| 待播     | 许我耀眼           | 許妍           |                    |
| 停拍     | 戀人               | 阮妤           |                    |

### 電影／微電影／平面電影
| 首映年份 | 剧名           | 角色   | 备注     |
| 2017年   | 缝纫机乐队     | 小护士 | [ 21 ]   |
| 2017年   | 冬季恋歌       |        | 平面电影 |
| 2019年   | 藍色生死戀     | 恩熙   | 主演     |
| 2021年   | 1921           | 刘清扬 |          |
| 2024年   | 云边有个小卖部 |        | 客串     |
| 待播     | 西游之净坛使者 | 秋月   | [ 23 ]   |

### 綜艺节目
| 首播年份 | 播放日期                | 播放平台        | 节目名称              | 期數 | 备注               |
| 2016年   | 11月4日-1月20日(2017年) | 优酷            | 《火星情报局》 第二季 |      | 以中级特工身份参与 |
| 2017年   | 7月1日-9月11日          | 优酷            | 《火星情报局》 第三季 |      | 以中级特工身份参与 |
| 2019年   | 7月                     | 爱奇艺          | 《爱奇艺粉丝嘉年华》  |      | 参赛者             |
| 2019年   | 11月                    | 优酷 / 腾讯视频 | 《演技派》            |      | 参赛者             |
| 2025年   | 03月27日-               | 湖南衛視        | 《小小的勇氣》        |      |                    |

## 音乐作品

### 单曲
| 年份   | 歌曲名称                   | 备注                                                  |
| 2018年 | 好像掉进爱情海里（合唱版） | 网络剧《哦！我的皇帝陛下》插曲，和谷嘉诚合唱。        |
| 2018年 | 好像掉进爱情海里（独唱版） | 网络剧《哦！我的皇帝陛下》插曲                        |
| 2019年 | 戀愛腦少女                 | 網络劇《天雷一部之春花秋月》片頭曲                    |
| 2020年 | 時光話                     | 網络劇《传闻中的陈芊芊》插曲                          |
| 2020年 | 青春必修课                 | 和陆宇鹏合唱                                          |
| 2020年 | 我，喜欢你                 | 電視劇《我，喜欢你》主题曲                            |
| 2021年 | 許願池                     | 和亚历克·本杰明合唱                                   |
| 2021年 | 多麼願你是我恆久的歌       | 電視劇《長歌行》插曲                                  |
| 2021年 | 撿到你的下雨天             | 電視劇《一不小心撿到愛》片頭曲                        |
| 2021年 | 此生予你                   | 电视剧《国子监来了个女弟子》插曲                      |
| 2021年 | 仲夏夜之夢                 | 和Vava合唱                                            |
| 2023年 | 只想把你偷偷藏好           | 電視劇《偷偷藏不住》主題曲/片頭曲，和汪蘇瀧合唱       |
| 2023年 | 我有喜歡的人了             | 電視劇《偷偷藏不住》片尾曲                            |
| 2023年 | 有你在（You Are My Light） | Whatever官方中文版                                    |
| 2023年 | 隱心                       | 電視劇《神隱》片頭曲/鳳起·涅槃曲                      |
| 2024年 | 有你的快樂                 | 網易雲音樂 • 520特別企劃 正式授權重製（原唱：王若琳） |
| 2024年 | You R                      | 首支全新英文原創單曲                                  |
| 2025年 | Look Yourself              | 全新獨立作詞單曲                                      |

## 獎項
| 年份   | 日期     | 典禮活動                            | 獎項                               | 作品                  | 結果 |
| 2019年 | 1月12日  | 第三屆金骨朵網路影視盛典            | 年度網路潛力演員                   |                       | 獲獎 |
| 2020年 | 11月1日  | 第七屆文榮獎                        | 最佳女主角                         | 《傳聞中的陳芊芊》    | 獲獎 |
| 2020年 | 11月28日 | 第七屆中国电视好演员奖              | 優秀演員(網劇組)                   |                       | 獲獎 |
| 2020年 | 12月20日 | 2020腾讯视频星光大赏                | 年度突破電視劇演員                 |                       | 獲獎 |
| 2020年 | 12月28日 | 第29屆華鼎獎                        | 中國古裝題材電視劇 最佳女演員      | 《傳聞中的陳芊芊》    | 提名 |
| 2020年 | 12月28日 | 第29屆華鼎獎                        | 中國百強電視劇 最佳新銳演員        |                       | 提名 |
| 2021年 | 1月18日  | 第二屆人民日報數字傳播 融屏傳播盛典 | 融屏活力演員                       | 《傳聞中的陳芊芊》    | 獲獎 |
| 2021年 | 1月19    | 2020抖音娛樂年度大賞                | 年度閃耀藝人                       |                       | 獲獎 |
| 2021年 | 1月30日  | 2020百度娛樂人物                    | 年度突破女演員                     |                       | 獲獎 |
| 2021年 | 5月29日  | 第六屆中國網路視頻學院獎            | 最佳女演員                         | 《傳聞中的陳芊芊》    | 獲獎 |
| 2021年 | 10月22日 | 第16屆首爾國際電視節                | 亞洲之星獎                         | 《長歌行》            | 獲獎 |
| 2022年 | 11月04日 | 2022年第十八屆中美電視節            | 年度優秀青年演員獎                 | 《星漢燦爛·月升滄海》 | 獲獎 |
| 2022年 | 11月27日 | 2022第13屆澳門國際電視節            | "金蓮花"最佳女主角獎               | 《星漢燦爛·月升滄海》 | 提名 |
| 2022年 | 11月29日 | 2022微博視界大會                    | 年度優秀演員                       |                       | 獲獎 |
| 2022年 | 12月16日 | 第35屆華鼎獎                        | 華語古裝題材電視劇 最佳女演員      | 《星漢燦爛·月升滄海》 | 提名 |
| 2022年 | 12月17日 | 韓國AsiaN電視台                     | 化學米其林獎(最佳cp獎)             | 《且试天下》          | 獲獎 |
| 2023年 | 11月11日 | 第28屆亞洲電視大獎                  | 最佳女主角獎                       | 《後浪》              | 提名 |
| 2023年 | 12月2日  | 2023第14屆澳門國際電視節            | "金蓮花"優秀演員獎                 | 《後浪》              | 提名 |
| 2023年 | 12月5日  | 2023微博視界大會                    | 年度表現力演員                     |                       | 獲獎 |
| 2023年 | 12月17日 | 2023腾讯视频星光大赏                | 年度海外最具人氣演員               |                       | 獲獎 |
| 2023年 | 12月17日 | 2023腾讯视频星光大赏                | 年度最具人氣電視劇演員             |                       | 獲獎 |
| 2024年 | 1月13日  | 2023微博之夜                        | 年度矚目演員                       |                       | 獲獎 |
| 2024年 | 9月5日   | 2024第六屆亞洲內容大獎              | 亞洲電視節目/系列劇最佳女主角 銀獎 | 《後浪》              | 獲獎 |